# 南新阿爾沃拉達

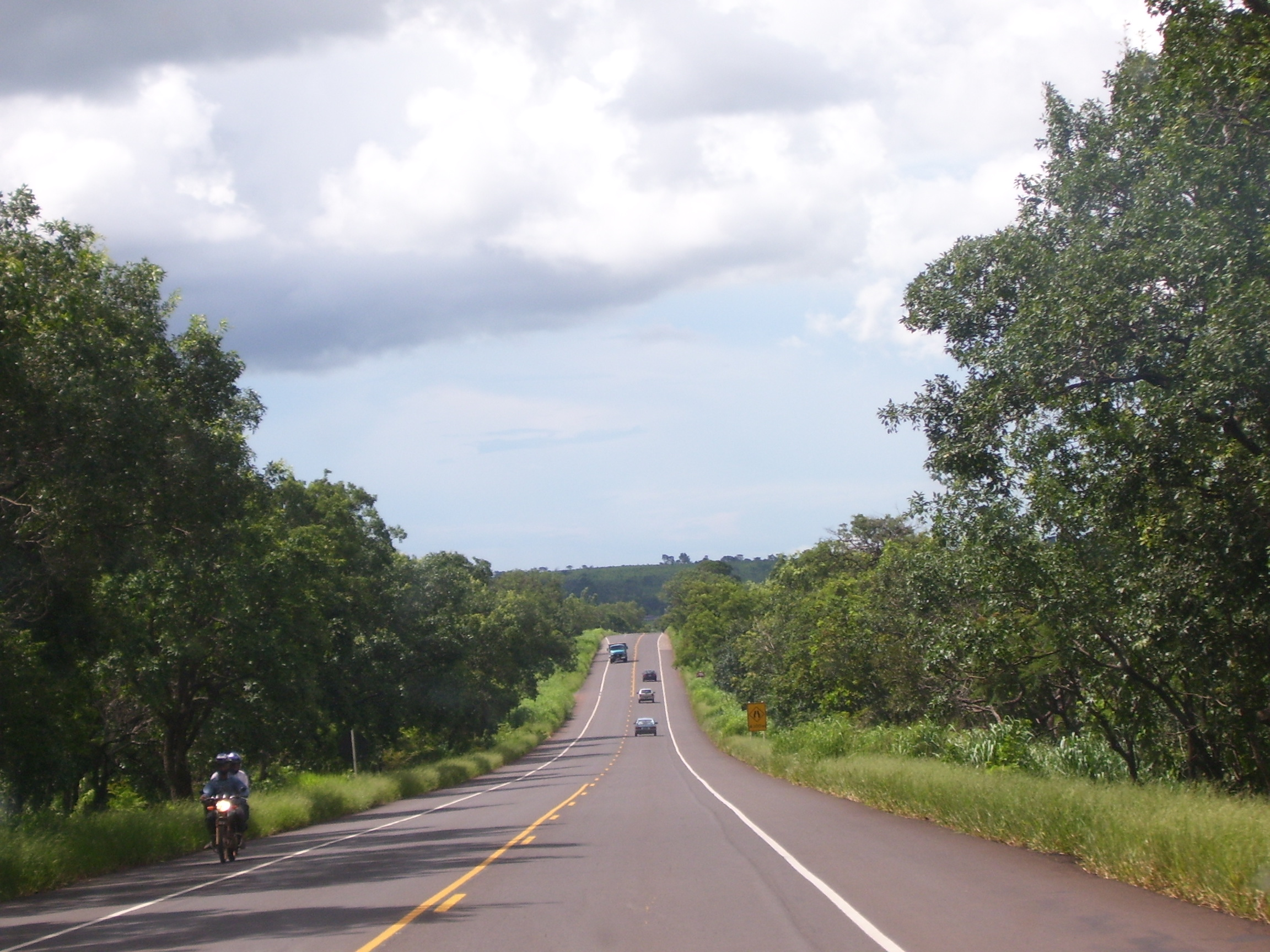
南新阿爾沃拉達

21°27′57″S 54°23′02″W / 21.46583°S 54.38389°W
南新阿爾沃拉達（葡萄牙語：Nova Alvorada do Sul），是巴西的城鎮，位於該國西部，由南馬托格羅索州負責管轄，始建於1991年10月26日，面積4,019平方公里，海拔高度407米，2014年人口19,086，人口密度每平方公里4.75人。